# Ysgithyrwyn
Ysgithyrwyn Penbaedd [ɘsgi'θɘruin 'penbaið] („Weißhauer der oberste Eber“), walisisch Ysgithrwyn Pen Beidd, Yskithyrwynn Pennbeidd; mittelwalisische yskithyrwyn penn beird, ist der Name eines mythischen Ebers in der Walisischen Mythologie im Sagenkreis um König Arthur.

## Schwein und Eber bei den Kelten

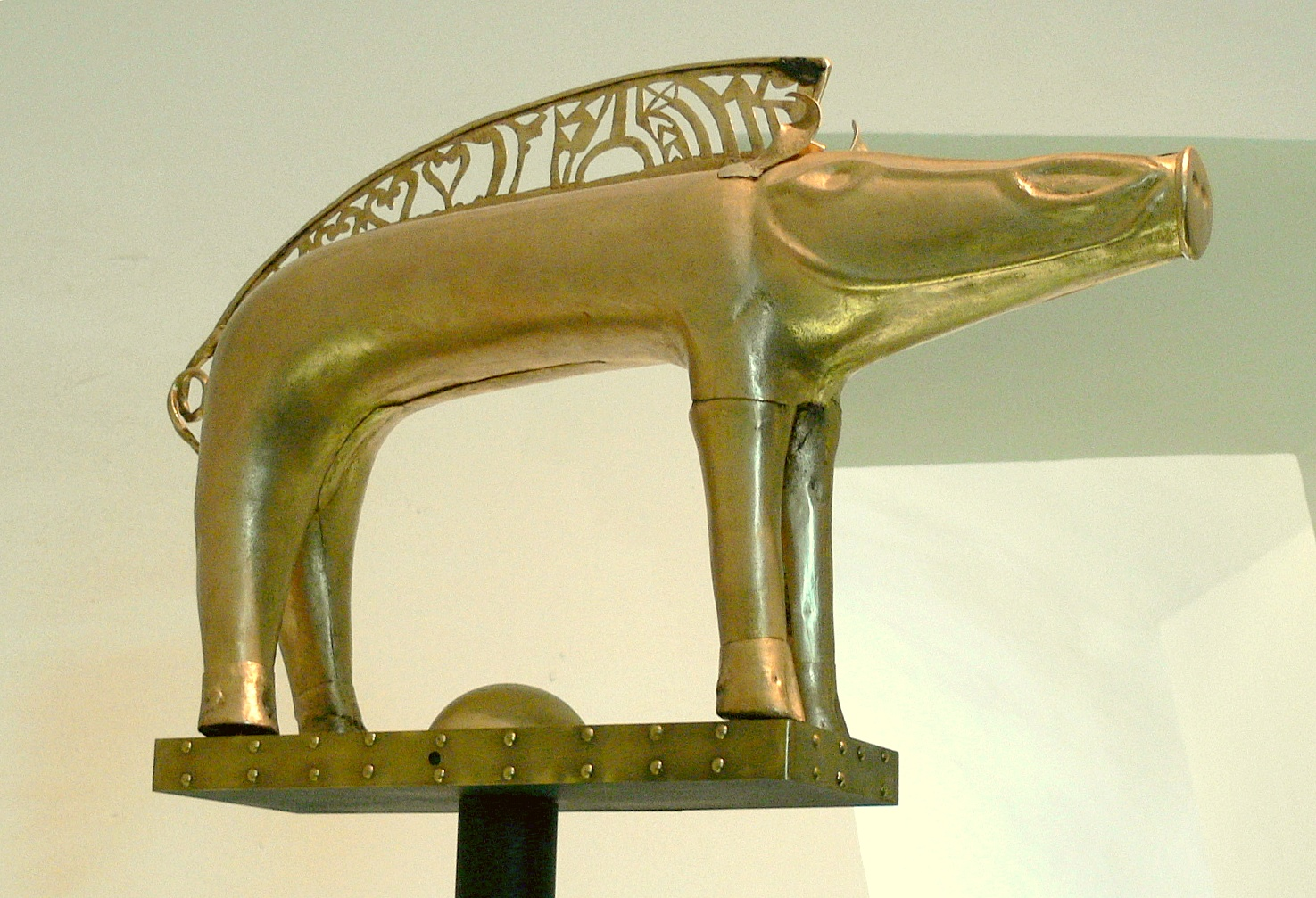
Keltisches Eber-Feldzeichen

Schweine waren die wichtigsten Haustiere der Kelten, sie sollen nach einigen inselkeltischen Sagen aus der Anderswelt stammen (siehe Pwyll). Als Grabbeigaben für das Weiterleben in der Anderen Welt waren sie besonders beliebt, als Feldzeichen, Helmzimier bei Kriegern (beispielsweise auf dem Kessel von Gundestrup) und als Verzierung auf Torques („Halsringen“) vorzufinden. Im walisischen Sagenkreis des Mabinogion sind Schweine, besonders Eber, oft der Auslöser für Kriege und Beutezüge. Die bekanntesten Eber von Wales sind der Ysgithyrwyn und der Twrch Trwyth mit seinen Söhnen.

## Kulhwch ac Olwen
In der Erzählung Mal y kavas Kulhwch Olwen („Wie Kulhwch Olwen errungen hat“) stellt der Riese Ysbaddaden dem Freier seiner Tochter Olwen, Arthurs Neffen Kulhwch, mehrere nahezu unlösbare Aufgaben. Dazu gehört auch die Erringung von ganz bestimmten Eberhauern.
„Noch eines: Ich muss mir den Kopf waschen und den Bart scheren. Ich brauche die Hauer des Oberhauptes der Eber, Ysgithyrwyn ‚Weißhauer‘, um mich damit zu scheren. Ich werde davon jedoch keinen Gewinn haben, wenn sie ihm nicht aus dem Schädel gerissen werde, solange er lebt.“
Der einzige, der diese Aufgabe erfüllen kann, ist Odgar, der Sohn von Aedd, dem König Irlands und bringen muss sie Cadw von Schottland.
Arthur selbst nahm an der Jagd teil und führte eigenhändig den Hund Cavall. Cadw von Schottland bestieg Llamrei, die Stute Arthurs. Er war der erste, der [den Eber] stellte, ergriff ein Beil und verfolgte ihn mutig und wacker, bis er das Haupt entzwei spaltete. Dann nahm Cadw die Hauer.
John Layard, ein Verwandter von Lady Charlotte Guest, vermutet in dieser Episode einen Hinweis auf das sagenhafte Einhorn, an dessen Existenz bis ins 17. Jahrhundert geglaubt wurde.